# Konsulat Łotwy w Witebsku
Konsulat Łotwy w Witebsku (łot. Latvijas Republikas konsulāts Vitebskā, biał. Консульства Латвійскай Рэспублікі ў Віцебску, ros. Консульство Латвийской Республики в Витебске) – misja konsularna Republiki Łotewskiej w Witebsku, w Republice Białorusi.

## Historia
Konsulat Łotwy w Witebsku został otworzony w 1994.